# Ceromitia sporaea
Ceromitia sporaea là một loài bướm đêm thuộc họ Adelidae. Loài này có ở Nam Phi.